# 완착
완착(slack move)은 악수는 아니지만, 형세를 반전(호전)시킬 수 있는 기회를 놓치는 매우 소극적이고 느슨한 착점이다. 대세에 뒤지거나 이득이 없어 나쁜 결과의 가능성을 내포한 수를 뜻한다.